# Lago Wasa
O Lago Wasa é um pequeno lago localizado na Colúmbia Britânica, Canadá. Possui uma área de 1,147 km². Encontra-se a 37,5 km ao norte de Cranbrook. O Parque Provincial do Lago Wasa, dotado por uma área de 1,44 km², fica no extremo norte do lago. 

## Descrição
O nome que o lago tem data de 1902 tendo-o ido buscar à cidade de Vaasa na Finlândia, sendo que antes dessa data era conhecido como lago Hanson.
Há uma pista de ciclismo "Wasa Lions Way "com 8 km de extensão acessível a todo o redor do lago, bem como outra de 2,7 km na Floresta do Rainshadow, esta é uma trilha interpretativa que começa no anfiteatro localizado no Parque de Campismo do Lago Wasa.
Esta trilha leva até ao cume do monte Wasa com vista para o lago, as montanhas Purcell, o local de esqui da Colina de Kimberley e um cenário deslumbrante das Montanhas Rochosas.
O lago foi proposto para o título de "lago mais quente nos Kootenays", com muitas praias populares. Os turistas visitam o lago Wasa no verão para esqui aquático, natação, windsurf e pesca, sendo possível pescar perca, perca-sol, achigã e robalo.  